# Walk with You
"Walk with You" là đĩa đơn của nhạc sĩ Ringo Starr, nằm trong album Y Not của ông năm 2010. Ca khúc này có sự đóng góp của cựu thành viên The Beatles, Paul McCartney, trong vai trò hát bè. Ban đầu McCartney không hề có ý định tham gia vào ca khúc này khi chỉ nhận lời chơi bass trong "Peace Dream."
Ca khúc được phát hành dưới định dạng kỹ thuật số miễn phí sau đó trên iTunes trong EP tuyển tập 4: John Paul George Ringo (2014).

## Thành phần tham gia sản xuất
- Ringo Starr – trống, hát chính, hát nền và định âm.
- Paul McCartney – hát bè.
- Steve Dudas – guitar.
- Ann Marie Calhoun – violin.
- Bruce Sugar – keyboards và hòa âm dàn dây.